# Jari Ketomaa
Jari Ketomaa (18 aprile 1979) è un pilota di rally finlandese.

## Biografia

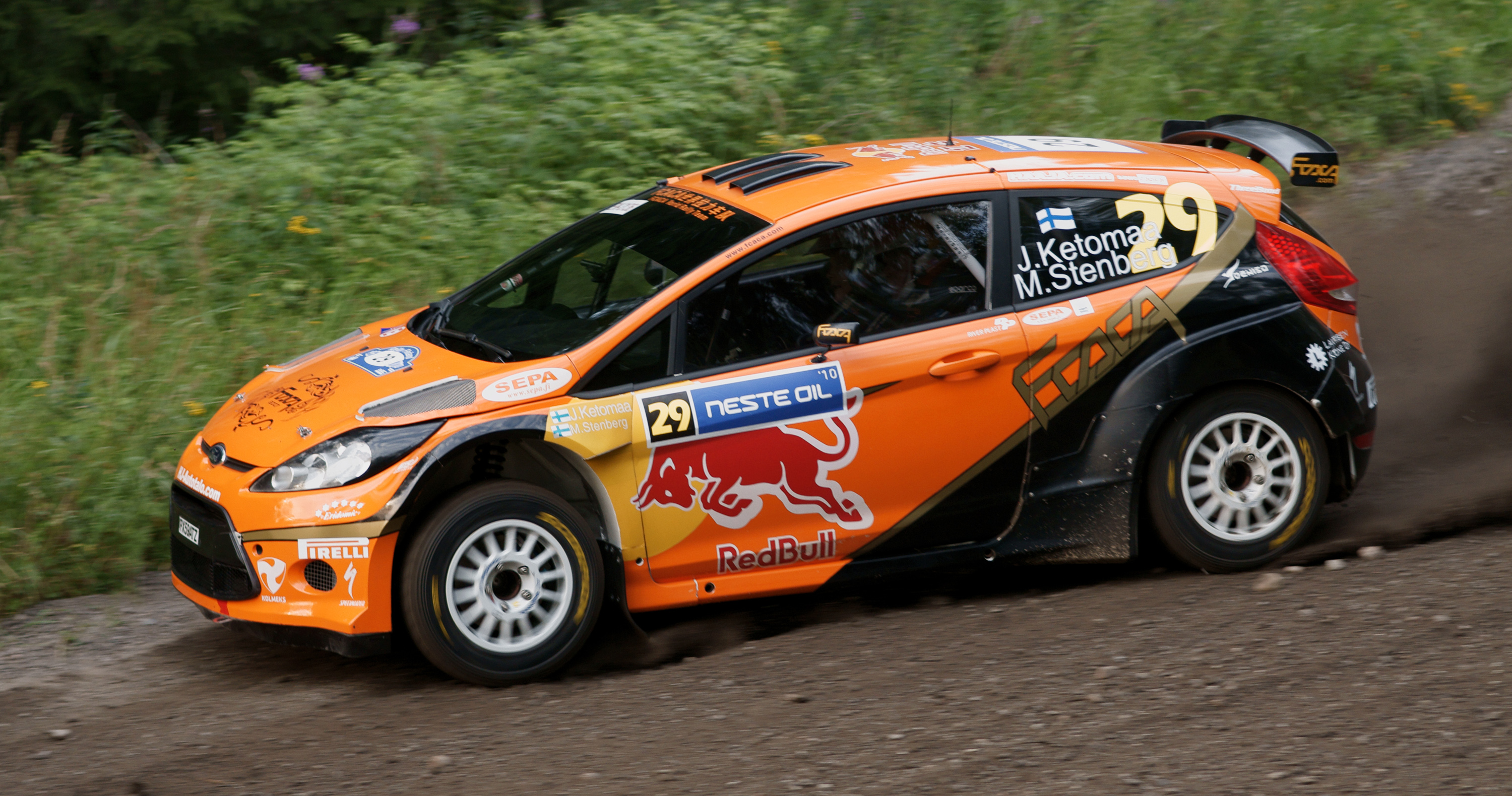
Ketomaa nel Rally di Finlandia 2010

Ex pilota di kart, ha iniziato a correre nei rally nel 1995. Il suo debutto nel WRC è avvenuto nel 2010 nel Rally di Finlandia. Nel 2006, nel 2007 e nel 2009 ha vinto il Campionato di Rally finlandese nel Gruppo N. Nel 2008 ha gareggiato per l'intera stagione nel mondiale PWRC, finendo in 3ª posizione. 
Al Rally di Finlandia 2009 è avvenuto il suo debutto alla guida di una WRC. Nel 2010, ha corso nel campionato SWRC con una Ford Fiesta S2000.

## Vittorie nel S-WRC/WRC-2
| # | Anno | Evento                    | Co-pilota      | Auto              | Squadra                   |
| - | ---- | ------------------------- | -------------- | ----------------- | ------------------------- |
| 1 | 2010 | Rally della Nuova Zelanda | Mika Stenberg  | Ford Fiesta S2000 | Shanghai FCACA Rally Team |
| 2 | 2010 | Rally del Portogallo      | Mika Stenberg  | Ford Fiesta S2000 | Shanghai FCACA Rally Team |
| 3 | 2010 | Rally del Giappone        | Mika Stenberg  | Ford Fiesta S2000 | Shanghai FCACA Rally Team |
| 4 | 2013 | Rally di Finlandia        | Marko Sallinen | Ford Fiesta R5    | -                         |
| 5 | 2014 | Rally di Gran Bretagna    | Kaj Lindström  | Ford Fiesta R5    | Drive Dmack               |
| 6 | 2015 | Rally di Svezia           | Kaj Lindström  | Ford Fiesta R5    | Drive Dmack               |

## Risultati nel mondiale rally

### WRC
| 2000 | Scuderia | Vettura            |  |  |  |  |  |  |  |  |     |  |  |  |  |  |  |  | Punti | Pos. |
| ---- | -------- | ------------------ |  |  |  |  |  |  |  |  | --- |  |  |  |  |  |  |  | ----- | ---- |
| 2000 |          | Subaru Impreza 555 |  |  |  |  |  |  |  |  | Rit |  |  |  |  |  |  |  | 0     |      |

| 2001 | Scuderia | Vettura            |  |  |  |  |  |  |  |     |  |  |  |  |  |  |  |  | Punti | Pos. |
| ---- | -------- | ------------------ |  |  |  |  |  |  |  | --- |  |  |  |  |  |  |  |  | ----- | ---- |
| 2001 |          | Subaru Impreza 555 |  |  |  |  |  |  |  | Rit |  |  |  |  |  |  |  |  | 0     |      |

| 2002 | Scuderia | Vettura            |  |    |  |  |  |  |  |  |     |  |  |  |  |  |  |  | Punti | Pos. |
| ---- | -------- | ------------------ |  | -- |  |  |  |  |  |  | --- |  |  |  |  |  |  |  | ----- | ---- |
| 2002 |          | Subaru Impreza 555 |  | 30 |  |  |  |  |  |  | Rit |  |  |  |  |  |  |  | 0     |      |

| 2007 | Scuderia | Vettura                  |  |  |  |  |  |  |  |  |     |  |  |  |  |  |  |  | Punti | Pos. |
| ---- | -------- | ------------------------ |  |  |  |  |  |  |  |  | --- |  |  |  |  |  |  |  | ----- | ---- |
| 2007 |          | Mitsubishi Lancer Evo IX |  |  |  |  |  |  |  |  | Rit |  |  |  |  |  |  |  | 0     |      |

| 2008 | Scuderia                              | Vettura                                       |  |    |  |    |  |  |     |  |    |  |    |  |  |     |    |  | Punti | Pos. |
| ---- | ------------------------------------- | --------------------------------------------- |  | -- |  | -- |  |  | --- |  | -- |  | -- |  |  | --- | -- |  | ----- | ---- |
| 2008 | Motoring Club Subaru Rally Team Japan | Subaru Impreza STi N12 Subaru Impreza STi N14 |  | 10 |  | 10 |  |  | Rit |  | 16 |  | 15 |  |  | Rit | 17 |  | 0     |      |

| 2009 | Scuderia | Vettura                     |  |  |  |  |  |  |  |  |   |  |  |  |  |  |  |  | Punti | Pos. |
| ---- | -------- | --------------------------- |  |  |  |  |  |  |  |  | - |  |  |  |  |  |  |  | ----- | ---- |
| 2009 |          | Subaru Impreza S12B WRC '07 |  |  |  |  |  |  |  |  | 7 |  |  |  |  |  |  |  | 2     | 17º  |

| 2010 | Scuderia                  | Vettura           |  |  |    |  |   |    |  |     |  |   |    |  |     |  |  |  | Punti | Pos. |
| ---- | ------------------------- | ----------------- |  |  | -- |  | - | -- |  | --- |  | - | -- |  | --- |  |  |  | ----- | ---- |
| 2010 | Shanghai FCACA Rally Team | Ford Fiesta S2000 |  |  | 25 |  | 8 | 11 |  | Rit |  | 9 | 11 |  | Rit |  |  |  | 6     | 15º  |

| 2011 | Scuderia | Vettura                                    |  |  |  |  |     |  |  |     |  |  |  |  |  |  |  |  | Punti | Pos. |
| ---- | -------- | ------------------------------------------ |  |  |  |  | --- |  |  | --- |  |  |  |  |  |  |  |  | ----- | ---- |
| 2011 |          | Mitsubishi Lancer Evo X Ford Fiesta RS WRC |  |  |  |  | Rit |  |  | Rit |  |  |  |  |  |  |  |  | 0     |      |

| 2012 | Scuderia | Vettura            |  |     |  |   |  |  |    |   |  |  |  |  |  |  |  |  | Punti | Pos. |
| ---- | -------- | ------------------ |  | --- |  | - |  |  | -- | - |  |  |  |  |  |  |  |  | ----- | ---- |
| 2012 |          | Ford Fiesta RS WRC |  | Rit |  | 9 |  |  | 11 | 8 |  |  |  |  |  |  |  |  | 6     | 23º  |

| 2013 | Scuderia | Vettura                           |  |    |  |  |  |  |  |   |  |  |  |  |   |  |  |  | Punti | Pos. |
| ---- | -------- | --------------------------------- |  | -- |  |  |  |  |  | - |  |  |  |  | - |  |  |  | ----- | ---- |
| 2013 |          | Ford Fiesta RS WRC Ford Fiesta R5 |  | NP |  |  |  |  |  | 7 |  |  |  |  | 9 |  |  |  | 8     | 18º  |

| 2014 | Scuderia    | Vettura        |  |    |  |    |    |  |    |    |  |  |    |  |  |  |  |  | Punti | Pos. |
| ---- | ----------- | -------------- |  | -- |  | -- | -- |  | -- | -- |  |  | -- |  |  |  |  |  | ----- | ---- |
| 2014 | Drive Dmack | Ford Fiesta R5 |  | 12 |  | 10 | 21 |  | 12 | 11 |  |  | 12 |  |  |  |  |  | 1     | 27º  |

| 2015 | Scuderia    | Vettura        |  |    |    |    |     |  |    |  |  |  |  |    |  |  |  |  | Punti | Pos. |
| ---- | ----------- | -------------- |  | -- | -- | -- | --- |  | -- |  |  |  |  | -- |  |  |  |  | ----- | ---- |
| 2015 | Drive Dmack | Ford Fiesta R5 |  | 13 | 10 | 12 | Rit |  | 17 |  |  |  |  | 36 |  |  |  |  | 1     | 30º  |

| Legenda | 1º posto | 2º posto | 3º posto | A punti | Senza punti | Ritirato | Squalificato | NP=Non partito C=Gara cancellata | Apice=Power stage |

### S-WRC/WRC-2
| 2010 | Scuderia                  | Vettura           |  |  |   |  |   |   |  |     |  |   |   |  |     |  |  |  | Punti | Pos. |
| ---- | ------------------------- | ----------------- |  |  | - |  | - | - |  | --- |  | - | - |  | --- |  |  |  | ----- | ---- |
| 2010 | Shanghai FCACA Rally Team | Ford Fiesta S2000 |  |  | 6 |  | 1 | 1 |  | Rit |  | 1 | 2 |  | Rit |  |  |  | 101   | 4º   |

| 2013 | Scuderia | Vettura        |  |  |  |  |  |  |  |   |  |  |  |  |   |  |  |  | Punti | Pos. |
| ---- | -------- | -------------- |  |  |  |  |  |  |  | - |  |  |  |  | - |  |  |  | ----- | ---- |
| 2013 |          | Ford Fiesta R5 |  |  |  |  |  |  |  | 1 |  |  |  |  | 2 |  |  |  | 43    | 11º  |

| 2014 | Scuderia    | Vettura        |  |   |  |   |    |  |   |   |  |   |  |  |   |  |  |  | Punti | Pos. |
| ---- | ----------- | -------------- |  | - |  | - | -- |  | - | - |  | - |  |  | - |  |  |  | ----- | ---- |
| 2014 | Drive Dmack | Ford Fiesta R5 |  | 2 |  | 2 | 11 |  | 2 | 2 |  | 2 |  |  | 1 |  |  |  | 115   | 2º   |

| 2015 | Scuderia    | Vettura        |  |   |   |   |     |  |   |  |  |  |  |    |  |  |  |  | Punti | Pos. |
| ---- | ----------- | -------------- |  | - | - | - | --- |  | - |  |  |  |  | -- |  |  |  |  | ----- | ---- |
| 2015 | Drive Dmack | Ford Fiesta R5 |  | 1 | 3 | 3 | Rit |  | 4 |  |  |  |  | 12 |  |  |  |  | 67    | 6º   |

| Legenda | 1º posto | 2º posto | 3º posto | A punti | Senza punti | Ritirato | Squalificato | NP=Non partito C=Gara cancellata | Apice=Power stage |

### P-WRC
| 2008 | Scuderia                              | Vettura                                       |  |   |  |   |  |  |     |  |   |  |   |  |  |  |   |  | Punti | Pos. |
| ---- | ------------------------------------- | --------------------------------------------- |  | - |  | - |  |  | --- |  | - |  | - |  |  |  | - |  | ----- | ---- |
| 2008 | Motoring Club Subaru Rally Team Japan | Subaru Impreza STi N12 Subaru Impreza STi N14 |  | 2 |  | 3 |  |  | Rit |  | 3 |  | 6 |  |  |  | 4 |  | 28    | 3º   |

| Legenda | 1º posto | 2º posto | 3º posto | A punti | Senza punti | Ritirato | Squalificato | NP=Non partito C=Gara cancellata | Apice=Power stage |